# Taft (Texas)
Taft è un comune degli Stati Uniti d'America, situato in Texas, nella contea di San Patricio.